# Peter George (auteur)
Pour les articles homonymes, voir Peter George.
Peter Bryan George, né le 24 mars 1924 à Treorchy, au pays de Galles, et mort le 1er juin 1966 à Hastings, en Angleterre, est un scénariste et romancier britannique.
Il est essentiellement connu pour son roman 120 minutes pour sauver le monde (en anglais Red Alert, titre alternatif Two Hours to Doom) paru sous le pseudonyme de Peter Bryant en 1958 (traduit en français en 1959 dans la collection L'Aventure criminelle), un thriller de la guerre froide, puis adapté au cinéma par Stanley Kubrick sous le titre Docteur Folamour, sorti en 1964.

## Biographie
Pendant la Deuxième Guerre mondiale, il est pilote dans la Royal Air Force avec le grade de Flight Lieutenant. Bien qu'ayant frôlé la mort lors d'un crash aérien, il se réengage en 1951.
Il se lance dans l'écriture de romans policiers à partir de 1952. Situé sur la côte Ouest des États-Unis, Cool Murder (1958) est le récit classique d'une enquête par un détective privé. Red Alert, écrit pendant son service dans la RAF, sort toutefois des sentiers battus. Inspiré par sa propre expérience dans l'aviation militaire, ce thriller sert de base à l'écriture du scénario de Docteur Folamour (1964) qu'il coécrit avec Stanley Kubrick et Terry Southern. N'étant cependant pas entièrement satisfait du ton satirique du film, Peter George en tire ultérieurement une novélisation qu'il dédie à Kubrick.  Il participe la même année au scénario du film de Point limite de Sidney Lumet, sans en être crédité au générique. 
En 1965, il publie Commander-1, un roman qui dénonce l'usage des armes nucléaires.
Profondément engagé dans le désarmement et hanté par la perspective d'une guerre nucléaire, il se suicide en se tirant une balle dans la bouche à Hastings, en 1966, alors qu'il travaillait sur son prochain roman, Nuclear Survivors.

## Œuvre

### Romans
- Come Blonde, Came Murder (1952)
- Pattern of Death (1954) Publié en français sous le pseudonyme de Bryan Peters et sous le titre Chasse à l’espion supersonique, traduction de Jacques Brécard, Paris, Fayard, L'Aventure criminelle no 58, 1959.
- Cool Murder (1958)
- Two Hours to Doom (1958), réédité sous le titre Red Alert (1958) et signé Peter Bryant Publié en français sous le pseudonyme de Bryan Peters et sous le titre 120 minutes pour sauver le monde, traduction de Jacques Brécard, Paris, Fayard, L'Aventure criminelle no 69, 1959.
- The Final Steal (1962) Publié en français sous le titre Gala pour un caïd, traduit par Hélène Bourgeois, Paris, Presses de la Cité, Un mystère no 690, 1963
- Commander-1 (1965)

### Romans signés Bryan Peters
- The Hong Kong Kill (1958) Publié en français sous le titre Mission suicide à Hong-Kong, traduction de Jacques Brécard, Paris, Fayard, L'Aventure criminelle no 51, 1959.
- The Big H (1961) Publié en français sous le titre H comme héroïne, traduction de Nicolète Darcis, Paris, Fayard, L'Aventure criminelle no 123, 1962.

### Novélisation
- Dr Strangelove: or How I Learned to Stop Worrying and Love the Bomb (1963)

## Honneur
- Nommé pour l'Oscar du meilleur scénario adapté en 1965 pour Docteur Folamour